# Wegkapelle in Hof

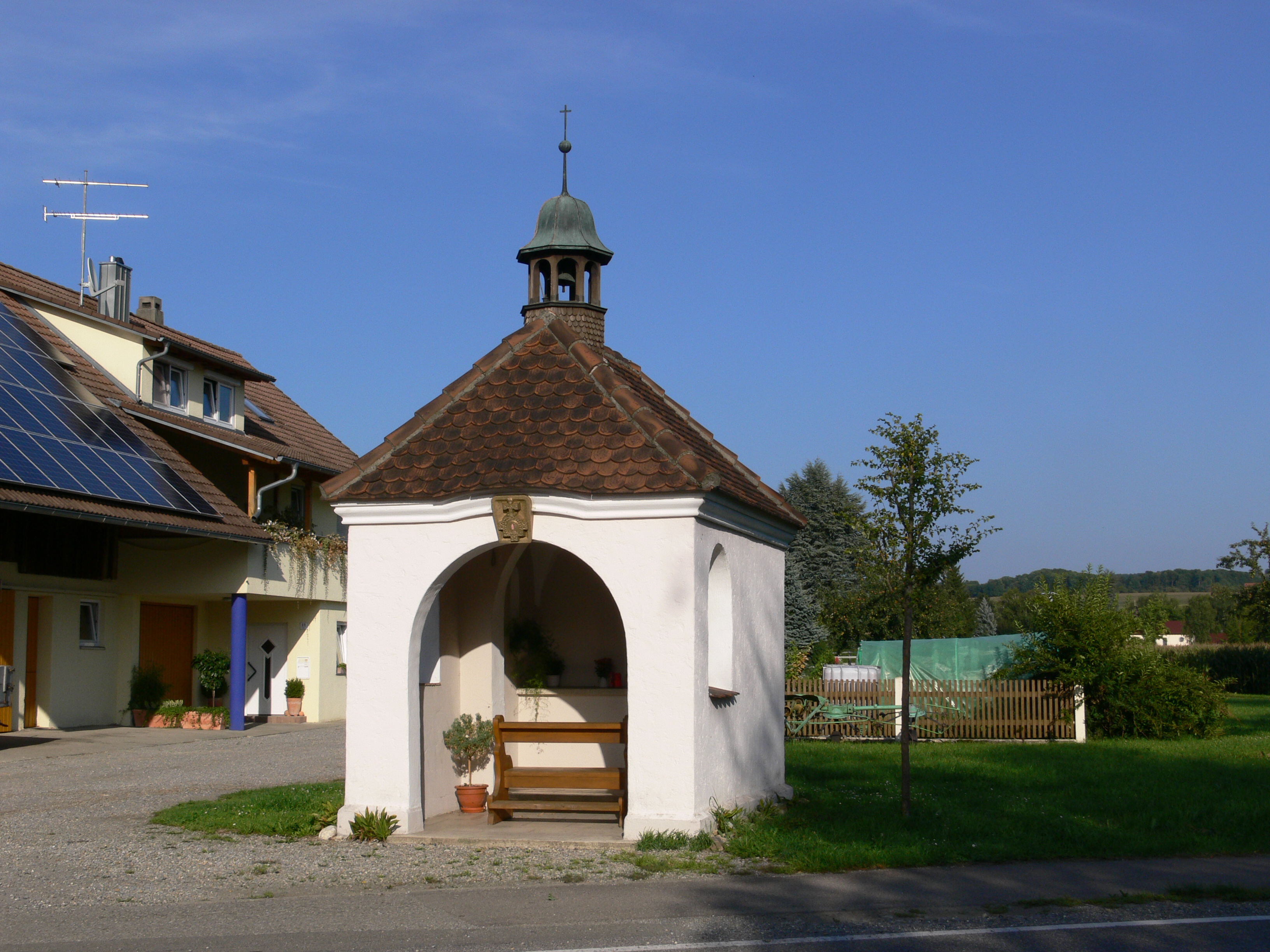
Wegkapelle in Hof (2008)

Die Wegkapelle in Hof gehört zu den insgesamt drei Wegkapellen der Gemeinde Baienfurt im Landkreis Ravensburg in Oberschwaben. Sie ist eine Station des jährlichen Weingartner Blutrittes am Blutfreitag, der größten Reiterprozession in Europa.
Die Kapelle im Teilort Hof befindet sich in den Mochenwangerstraße unweit der Wolfegger Ach. Der rechteckige Bau hat ein Walmdach und einen mittigen Giebelreiter, in dem sich eine Glocke befindet. Das genaue Datum der Erbauung der Kapelle ist nicht mehr ermittelbar. Vermutlich wurde sie im 19. Jahrhundert erbaut. Im Jahre 1950 wurde sie umfassend renoviert und bekam anstelle eines hölzernen Vorbaus einen gemauerten rundbogigen Eingangsbereich. An der Stirnseite des Eingangs ist eine Tafel mit der Darstellung der Weingartner Heilig-Blut-Reliquie angebracht. In dem offenen Bau befinden sich eine Kniebank und ein Kreuz.